# Éric Pichet
Éric Pichet (né en 1960) est un administrateur de sociétés et économiste français, spécialiste en finance de marché, en économie monétaire, en économie fiscale, en gouvernance d’entreprise et en gouvernance publique.

## Biographie
Éric Pichet est diplômé d’HEC Paris (promotion 1985), de l’ESORSEM (promotion 1985 Colonel Touny), de l’IMPI, docteur en sciences de gestion et en droit et HDR en sciences de gestion. En 2006 il obtient un doctorat de l’université du Littoral-Côte-d’Opale (en sciences de gestion) sur le thème "Convergence des pratiques de gouvernance dans les grandes sociétés cotées" et en 2008 son habilitation à diriger des recherches de la même université  avec un mémoire-HDR intitulé « une analyse hypermoderne des gouvernances contemporaines ». Sa thèse de doctorat en droit à PANTHEON-ASSAS s'intitulait : “Essai d'une théorie générale des dépenses socio-fiscales” et a fait l’objet d’une publication en 2016 sous intitulé « Théorie générale des dépenses socio-fiscales » .
Il fait ses débuts dans une société de bourse française Cholet Dupont, puis dans un établissement anglais HSBC en tant que spécialiste des options, trader options, puis analyste financier (membre de la Société française des analystes financiers SFAF).
Il est expert à l'Association progrès du management et président du Comité de réflexion pour l'avenir du livre (CORAL).

### Enseignant-chercheur en sciences sociales
Professeur d’économie à la Kedge Business School, il dirige depuis 2000 l’IMPI, le 3e cycle (Mastère spécialisé de la CGE) en gestion patrimoniale et immobilière de Kedge.

Il est Fellow de la Royal Institution of Chartered Surveyors, chercheur-associé au Larefi de l'université Bordeaux IV, chercheur-associé au CEFEP de Paris II ASSAS et professeur au centre de formation de la SFAF depuis 1990.
Il a publié en 2011 un guide méthodologique à destination des enseignants-chercheurs candidats à l’habilitation à diriger des recherches, L’art de l’HDR, contenant des conseils pour la rédaction du mémoire HDR et sur la manière d’encadrer des doctorants et en 2019 un guide méthodologique et pratique destiné aux doctorants en sciences sociales L’Aventure de la thèse.

### Administrateur indépendant dans le secteur de la finance
Il intervient également en tant qu'expert financier indépendant et depuis 2004 comme administrateur indépendant (membre de l’IFA, du club recherche de l'IFA et du club des présidents de comité d'audit de l'IFA), siégeant au conseil d’administration de plusieurs sociétés en France comme Signaux Girod (dont il est également président du comité d'audit) ou non cotées comme Gestion 21.

## Théories
(mars 2021).
Éric Pichet est à l'origine de plusieurs théories dans différents domaines.

### Théorie en gouvernance d'entreprise

#### Théorie actionnariale éclairée
Sa théorie actionnariale éclairée (Enlightened Shareholder Theory) qui est une théorie de gouvernement d'entreprise fondamentalement actionnariale mais qui intègre certaines avancées des théories partenariales. Cette théorie est issue de la confrontation de ses recherches en gouvernance et de son expérience d’administrateurs. La version originelle date de 2008 et la version étoffée en 2011,.

#### Théorie de la gouvernance des établissements financiers
Après avoir analysé les causes liées aux défaillances des mécanismes de gouvernance dans l’affaire Kerviel,, il conclut à la nécessité d’améliorer significativement la gouvernance des grands établissements financiers en :
- rattachant le contrôle interne des grandes banques non pas au dirigeant, mais au conseil d’administration
- en renforçant la compétence du conseil d’administration dans le domaine des marchés financiers
- en instaurant systématiquement des comités spécialisés au sein du conseil d’administration, notamment un comité stratégique et un comité des risques

### Théorie en fiscalité

#### Théorie sur l’utilité d’un impôt sur la fortune
S’il ne conteste pas l’intérêt théorique de l’instauration d’un impôt sur la fortune dans un système fiscal moderne, ses travaux sur les conséquences économiques de l’ISF l'ont amené à démontrer que l’ISF coûte en perte de recettes deux fois ce qu’il rapporte. Les conclusions de ses recherches, et notamment ses évaluations du cout de l'ISF ont été largement reprises dans les différents pays et débattues aux Etats-Unis,.

## Ouvrages
- L’analyse financière sectorielle, Peyrat-Courtens, 1991
- Où va l’argent ?, Mallard, 2000
- Adam Smith, je connais !, Mallard, 2001
- Adam Smith, le père de l'économie, Les éditions du siècle, 2003
- Ricardo, le premier théoricien de l'économie, Les éditions du siècle, 2004
- avec Marie Grozieux de Laguerenne, Le Family Office, Les éditions du siècle, 2005
- Les Hedge Funds : théorie et pratiques, Les éditions du siècle, 2008
- Le gouvernement d’entreprise dans les grandes sociétés cotées, Les éditions du siècle, 2009
- L'art de l'HDR, Les Éditions du Siècle, 2011
- Théorie générale des dépenses socio-fiscales, Les Éditions du siècle, 2016
- Le guide pratique des options et du Monep, 8e édition, SEFI, 2018
- Le guide pratique de la Bourse, 4e édition, SEFI, 2019
- Le guide pratique des obligations, 3e édition, SEFI, 2022
- Le Family Office, théorie et pratiques, Les Éditions du siècle, 2020
- L'Impôt sur la fortune (IFI) 2021, Théorie et Pratiques, 22e édition, Les Éditions du siècle, 2021
- L'impôt sur le revenu 2021, Théorie et Pratiques, 22e édition, Les Éditions du siècle, 2021
- L'aventure de la Thèse, réussir sa thèse de doctorat en sciences humaines et sociales, Les Éditions du siècle, 2019
- Le Family Office, théorie et pratiques, Les Éditions du siècle, 2020

Éric Pichet a traduit en français trois titres de la littérature boursière américaine :
- Reminiscences of a Stock operator d'Edwin Lefèvre (en) publié en 1924 aux États-Unis (Mémoires d’un spéculateur), 2e traduction, Valor, 2004, la Bible des traders, relate la vie de James Livermore (en) et donne des conseils passés dans le langage de la courant de la finance comme « les cours ne sont jamais assez bas pour vendre ni jamais assez haut pour acheter ».
- A Random Walk down Wall Street de Burton Malkiel, Une marche au hasard à travers la Bourse, 2e traduction, Valor, 2005
- Where are the customers Yachts ? de Schwed, Mais où sont les yachts des clients ?, Les Editions du Siècle, 2003